# 堤殷
堤 殷（つつみ ただす、1945年1月25日 - ）は、日本の実業家。東洋水産代表取締役社長、同社代表取締役会長、日本即席食品工業協会副理事長を歴任。食品産業功労賞受賞。

## 人物・経歴
東京都出身。1968年学習院大学卒業、東洋水産入社。埼玉工場長等を経て、1988年資材部長。同年生産部長。1989年取締役に昇格。1993年常務取締役。1999年代表取締役専務。2003年代表取締役社長、日本即席食品工業協会副理事長。2009年日本即席食品工業会副理事長。2011年度第44回食品産業功労賞生産部門受賞。2012年から代表取締役会長。亀田製菓取締役、東和食品研究振興会理事長なども歴任。